# Пи Риџ (Флорида)
Пи Риџ (енгл. Pea Ridge) насељено је место без административног статуса у америчкој савезној држави Флорида.

## Демографија
По попису из 2010. године број становника је 3.587.
| Група             | 2000.    | 2010.         |
| Белци             | 0 (0,0%) | 3.126 (87,1%) |
| Афроамериканци    | 0 (0,0%) | 109 (3,0%)    |
| Азијати           | 0 (0,0%) | 79 (2,2%)     |
| Хиспаноамериканци | 0 (0,0%) | 153 (4,3%)    |
| Укупно            | 0        | 3.587         |